# Hinterm Horizont
Hinterm Horizont («За горизонтом») — оригинальный немецкий мюзикл, состоящий из хитов знаменитого немецкого рок-музыканта Удо Линденберга. Автор сценария — Томас Бруссиг, режиссёр — Ульрих Валлер.
Мюзикл «Hinterm Horizont» был задумал и поставлен компанией «Stage Entertainment» непосредственно при участии Удо Линденберга. В основе сюжета лежат реальные факты из жизни рок-музыканта и вымышленная история «Девушки из Восточного Берлина». Удо Линденберг слыл бунтарём, и в Восточном Берлине считался опасным элементом. Ему удалось сломать стену в умах людей гораздо раньше, чем пала реальная стена.
В декорациях часто используется образ Берлинской стены, на которую проецируются исторические события. Помимо этого в спектакле использованы архивные фотографии, документальные видеозаписи, в том числе с концертами Удо Линденберга в Восточном Берлине и Москве, фрагменты телепередач, некоторые из них очень узнаваемы.
Премьера состоялась 11 января 2011 года в Театре на Потсдамской площади в Берлине. Удо Линденберг лично посетил премьеру шоу.

## Сюжет

Афиша мюзикла на Театре на Потсдамской площади

Действие происходит в Восточном Берлине в наше время и в прошлом: незадолго до падения Берлинской стены и события 1989 года.
История девушки Джесси, которая знакомится с Удо Линденбергом на его первом концерте в Восточном Берлине, полна драматических событий. Она вынуждена скрывать свои чувства к кумиру обеих сторон Берлина, но все равно эта история привлекает внимание Штази. Девушка вынуждена согласиться на «сотрудничество» в обмен на освобождение брата из тюрьмы, но понимает, что не может предать Удо.
Их встречи очень редки, одна из них происходит в Москве, во время концерта Удо в 1985 году. После этого Джесси беременеет и выходит замуж за давнего друга Марко, который входит в Олимпийскую сборную ГДР. Но это не приносит ей спокойствия: офицеры службы внутренней безопасности не оставляют её.
После падения стены Джесси находит Удо. Его заставили поверить, что девушка шпионила за ним. Музыкант обвиняет Джесси в предательстве. Здесь заканчивается история девушки из Восточного Берлина. В современном Берлине Джесси рассказывает своему сыну, кто его настоящий отец. 25-летний Стив хочет познакомиться с ним.
В Гамбургском отеле «Атлантис», в котором много лет живёт Удо Линденберг, журналистка Марейке показывает музыканту документы, из которых следует, что Джесси его не предавала, что от неё не смогли получить ни одного слова. Заканчивается мюзикл дуэтом Удо и молодой Джесси и словами о том, как важно сломать стену в сознании, тогда все остальные стены сломаются гораздо быстрее.

## Состав исполнителей[2]
| Original-Besetzung, Welturaufführung 2011, Berlin | Original-Besetzung, Welturaufführung 2011, Berlin |
| ------------------------------------------------- | ------------------------------------------------- |
| Удо Линденберг                                    | Серкан Кая                                        |
| Джесси в молодости                                | Жозефина Буш                                      |
| Взрослая Джесси                                   | Алине Штастовяк                                   |
| Эльмар, брат Джесси                               | Кристиан Зенгевальд                               |
| Стив, сын Джесси                                  | Кристофер Брозе                                   |
| Отец Джесси, взрослый Марко                       | Томас Шуманн                                      |
| Агент Штази Пачинский                             | Хольгер Дексне                                    |
| Агент Штази Краузе                                | Ральф Новак                                       |
| Мать Джесси                                       | Дорина Мальчева                                   |
| Марейке, журналистка                              | Надя Петри                                        |
| Министр                                           | Райнер Брандт                                     |

## Аудиоверсия
CD-диск включает в себя знаменитые песни Удо Линденберга в исполнении артистов мюзикла.
- Mädchen aus Ost-Berlin
- Boogie-Woogie-Mädchen
- Ich träume oft davon, ein Segelboot zu klauen
- Vom Frieden singen unsre Lieder
- Odyssee
- Bis ans Ende der Welt
- Ich bin Rocker
- Gegen die Strömung
- Straßen-Fieber
- Radiosong
- Reeperbahn
- Verbotene Stadt
- Gitarren gegen Knarren
- Sonderzug nach Pankow
- Daumen im Wind
- Moskau
- Hinterm Horizont
- Alles das bist du für mich
- Wenn du durchhängst
- Seid willkommen in Berlin
- Ich lieb dich überhaupt nicht mehr
- Im Arsch
- Mr. Nobody
- Andrea Doria
- Was hat die Zeit mit uns gemacht
- Ganz anders
- Hinterm Horizont (Reprise)
- Mein Ding